# Susan Sideropoulos

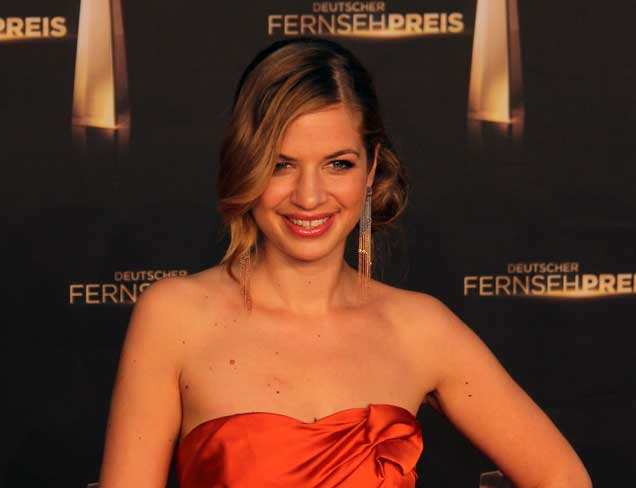
Susan Sideropoulos in 2012

Susan Sideropoulos (Hamburg, 14 oktober 1980) is een Duits actrice en televisiepresentatrice van Grieks-Israëlische ouders. Sideropoulos werd bekend door haar rol als Verena Koch in de Duitse soapserie Gute Zeiten, schlechte Zeiten.

## Carrière
- Top of the Pops - Presentatrice (2006)
- Let's Dance - Deelneemster (2007)

## Filmografie
- 2001–2011, 2023: Gute Zeiten, schlechte Zeiten (televisieserie, als Verena Koch)
- 2002: Problemzone Mann (televisiefilm)
- 2006: Hammer & Hart (televisiefilm, als Gina)
- 2006: Im Namen des Gesetzes (televisieserie, aflevering 15x03, als Nicole Wegmann)
- 2008: WunderBar (sketch-komedie, 7 afleveringen)
- 2009: Alarm für Cobra 11 – Die Autobahnpolizei (televisieserie, aflevering 26x07)
- 2013: Küstenwache (televisieserie, aflevering 16x04)
- 2013: Familie Undercover (televisieserie, 7 afleveringen)
- 2013: Der Minister (televisiefilm)
- 2013: Danni Lowinski (televisieserie, aflevering 4x09)
- 2013: Willkommen im Club (televisiefilm)
- 2014: Schmidt – Chaos auf Rezept (televisieserie, 2 afleveringen)
- 2015: Der Staatsanwalt (televisieserie, aflevering 10x04)
- 2015: Verliebt, verlobt, vertauscht (televisiefilm)
- 2015: Mila (soap)
- 2016: Gut zu Vögeln
- 2017: Triple Ex (televisieserie, aflevering 1x07)
- 2017–2018: Löwenzahn (televisieserie, 2 afleveringen)
- 2017: SOKO Stuttgart (aflevering 9x01)
- 2018: Einstein (televisieserie, aflevering 2x07)
- 2018: Genial daneben – Das Quiz (quizprogramma, 1 aflevering)
- 2018: SOKO Köln (televisieserie, aflevering 15x08)
- 2018: SOKO München (televisieserie, aflevering 44x03)
- 2019: The Masked Singer
- 2019: Jenny – echt gerecht (televisieserie, aflevering 2x01)
- 2020: Schwester, Schwester – Hier liegen sie richtig (televisieserie, aflevering 1x08)
- 2021: Schalom und Hallo (ARD-programma over het joodse leven in Duitsland)
- 2021: Comedy Märchenstunde (televisieshow)
- 2022: Bettys Diagnose (televisieserie, aflevering 8x16)
- 2022, 2023: Leon – Glaub nicht alles, was du siehst, Kämpfe um deine Liebe (televisieserie)
- 2022: Showtime of my Life – Stars gegen Krebs (televisieuitzending)
- 2023: Die Verräter – Vertraue Niemandem! (reality-spelshow)
- 2024: Das große Promibacken